# Mohamed Lamine Baghloul
Mohamed Lamine Baghloul (en arabe : محمد لمين بغلول) est un footballeur international algérien né le 10 février 1955 à Collo dans la wilaya de Skikda. Il évoluait au poste de gardien de but.

## Biographie

### En club
Il évolue en première division algérienne avec son club formateur, l'ES Collo,.

### En équipe nationale
Il reçoit sept sélections en équipe d'Algérie en 1983. Son premier match a lieu le 10 juin 1983 contre l'Ouganda (victoire 3-0). Son dernier match a lieu le 28 octobre 1983 contre la Libye (victoire 2-0).
Il participe aux Jeux méditerranéens de 1983 à Casablanca.

## Palmarès
ES Collo
- Coupe d'Algérie :
  - Finaliste : 1985-86.